# Arboretum d'Harcourt
Ne pas confondre avec Harcourt Arboretum (en) situé près d'Oxford, en Grande-Bretagne.
L'arboretum d'Harcourt, d'une superficie de 11 ha, est situé dans le domaine du château d'Harcourt dans l'Eure. Il appartient au conseil départemental de l'Eure. Environ 400 essences d'arbres et arbustes y sont représentées.

## Histoire et description
L'origine de l'arboretum remonte à 1802, année où Louis Gervais Delamarre fit l'acquisition du château médiéval en déshérence et du domaine dans le but d'y faire de l'expérimentation forestière. Il introduisit la culture du pin sylvestre sur 200 hectares. À sa mort en 1827, il lègue la propriété à la Société royale d'agriculture (l'actuelle Académie d'Agriculture). En 1833, celle-ci charge le botaniste François André Michaux de la création de l'arboretum de collection situé près du château. En 1852, des essences d'Amérique du Nord y sont plantées. Par la suite, la collection sera complétée avec des espèces originaires d'Europe et d'Asie.
C'est aussi un arboretum de peuplement, qui permet d'étudier le comportement d'espèces introduites sur des peuplements plus importants.
On peut voir dans cet arboretum un hêtre tortillard (voir Faux de Verzy).

## Pour approfondir

### Pages connexes
- Château d'Harcourt
- Harcourt (commune)